# قطعنامه ۶۷۹ شورای امنیت
قطعنامه ۶۷۹ شورای امنیت سازمان ملل متحد که در تاریخ ۳۰ نوامبر ۱۹۹۰ تصویب شد، سندی بین‌المللی دربارهٔ اسرائیل-جمهوری عربی سوریه است. این قطعنامه طی نشست ۲۹۲۵ام با ۱۵ رای موافق، ۰ مخالف و ۰ ممتنع تصویب شد.